# Guerra dos Toyota

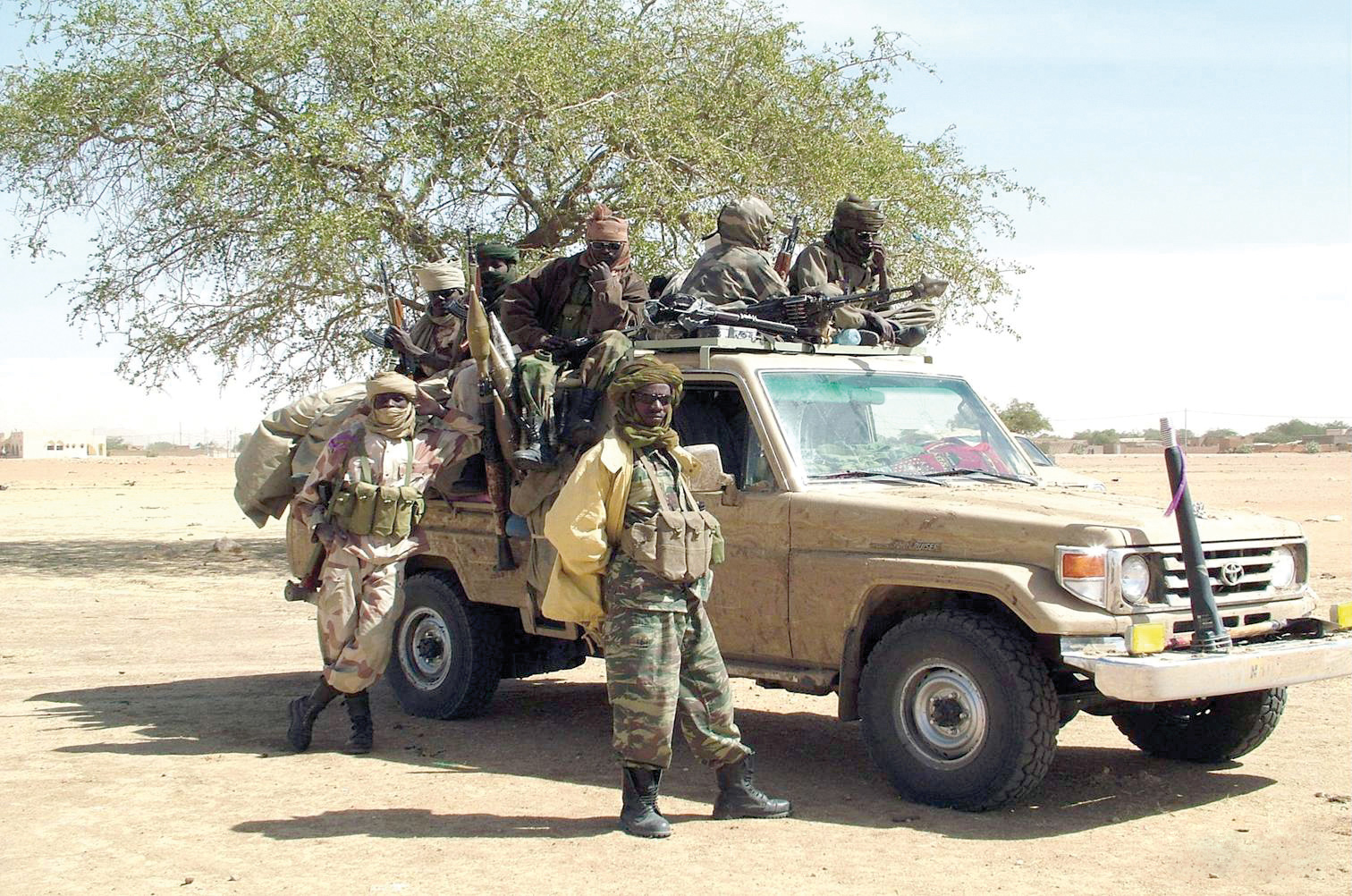
Soldados chadianos, em 2008, em um Toyota Land Cruiser, modelo amplamente utilizado durante este conflito.

A Guerra dos Toyota foi um conflito que ocorreu entre a Líbia e o Chade, com a intervenção França. As baixas chadenses nessa guerra incluíram mais de mil mortos.
A guerra envolveu o controlo da Faixa de Aouzou e o nome deve-se à preferência entre os soldados chadenses pelo uso de camioneta Toyota Land Cruiser para atravessar o deserto e enfrentar os veículos blindados líbios. Ao contrário dos episódios anteriores da disputa, a guerra foi uma derrota contundente para as forças líbias. Segundo fontes norte-americanas, mais de 7500 soldados líbios teriam morrido nas escaramuças, enquanto a Líbia terá perdido cerca de 15 bilhões de dólares em equipamento militar. Entraram ainda forças francesas. A Líbia contava com o apoio dos rebeldes chadianos do Conselho Revolucionário Democrático.
A guerra é hoje considerada uma parte pouco conhecida da Guerra Fria.